# 贝兹内
贝兹内（法語：Bézenet，法語發音：[beznɛ]）是法国阿列省的一个市镇，位于该省西部，属于蒙吕松区。

## 地理
贝兹内（46°19'44"N, 2°50'42"E）面积9.94 平方千米，位于法国奥弗涅-罗讷-阿尔卑斯大区阿列省，该省份为法国中部省份，北起涅夫勒省、西北接谢尔省，西南至克勒兹省，南至多姆山省，东南临卢瓦尔省，东临索恩-卢瓦尔省。
与贝兹内接壤的市镇（或旧市镇、城区）包括：杜瓦耶、卢鲁德博讷、蒙维克、圣博内德富尔、圣普列斯特昂米拉、阿列自由城。

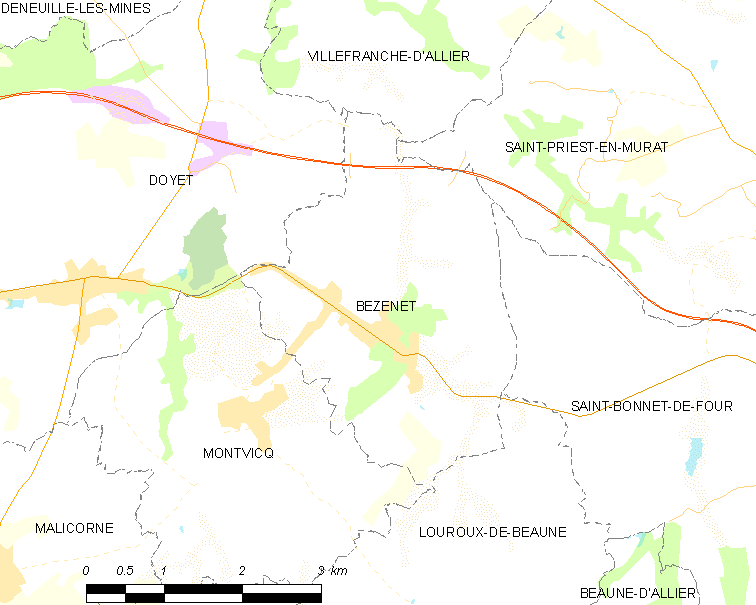
贝兹内的OSM定位图

贝兹内的时区为UTC+01:00、UTC+02:00（夏令时）。

## 行政
贝兹内的邮政编码为03170，INSEE市镇编码为03027。

## 政治
贝兹内所属的省级选区为科芒特里县。

## 人口

1962-2008年间贝兹内人口变化图示

贝兹内于2022年1月1日时的人口数量为917人。